# Mother (manzana)
Mother es una  variedad cultivar de manzano (Malus domestica). 
Un híbrido de manzana de parentales desconocidos, es originario de Bolton, condado de Worcester, Massachusetts, (EE. UU.). Registrado por primera vez en 1844.  Las frutas tienen una pulpa de textura bastante firme y muy jugosa con un sabor aromático dulce y característico. Tolera la zona de rusticidad delimitada por el departamento USDA, de nivel 4 a 8. Tolera inviernos muy fríos y las flores pueden tolerar heladas tardías.

## Sinonimia
- "American Mother",
- "Gardener's Apple",
- "Mother Apple",
- "Mother of America",
- "Mother of the Americans",
- "Mutter Apfel",
- "Queen",
- "Queen Anne",
- "Queen Mary".

## Historia
'Mother' es una variedad de manzana de parentales desconocidos. El primer registro documentado indica que esta variedad se originó en la finca del General Stephen Gardner en Bolton, condado de Worcester en Massachusetts (EE. UU.), en algún momento antes de 1844 cuando fue incluida en el "Magazine of Horticulture" ("Revista de Horticultura").
'Mother' está cultivada en diversos bancos de germoplasma de cultivos vivos tales como en National Fruit Collection (Colección Nacional de Fruta) de Reino Unido con el número de accesión: 1975-317 y Nombre Accesión : Mother (LA73A).

## Características
'Mother' es un árbol de extensión erguida, moderadamente vigoroso, portador de espuelas erguidas. Precoz. Frutos irregulares, con tendencia a ser bienales. Necesita pleno sol para desarrollar sabores. Tiene un tiempo de floración que comienza a partir del 9 de mayo con el 10% de floración, para el 15 de mayo tiene una floración completa (80%), y para el 23 de mayo tiene un 90% caída de pétalos.
'Mother' tiene una talla de fruto mediano; forma truncado cónica alargada, contorno con una fuerte tendencia a crecer torcida, con ligeras nervaduras, con corona muy débil; piel tiende a ser dura y brillante, que cuando la manzana está madura tiene un tacto ceroso, su epidermis con color de fondo es amarillo dorado cubierto hasta tres cuartos con un lavado rojo brillante, sobre color carmesí ruborizado en el lado expuesto al sol con algunas rayas rojas también, importancia del sobre color medio-alto, y patrón del sobre color chapa / rayas, presenta numerosas lenticelas ligeramente más claras, ruginoso-"russeting" (pardeamiento áspero superficial que presentan algunas variedades) muy débil o ausente; cáliz pequeño y semicerrado, ubicado en una cuenca poco profunda y estrecha, rodeada por una corona ligera, y plisado en las paredes; pedúnculo corto y de un grosor medio, colocado en una cavidad estrecha y poco profunda, puede presentar algo de ruginoso-"russeting" en las paredes con algún pliegue; pulpa de color blanca amarillenta, con textura tierna, crujiente dulce y muy jugosa con un sabor de marcado aroma a gota de pera a veces con toques de vainilla.
Su tiempo de recogida de cosecha se inicia a  finales de septiembre hasta mediados de octubre. Se mantiene bien durante tres meses en cámara frigorífica.

## Progenie
La variedad 'Mother' es el Parental-Madre de las variedades de manzana:
- "Thomas Rivers",
- "Ruzena Blahova".

La variedad 'Mother' es el Parental-Padre de las variedades de manzana:
- "Mrs. Phillimore".[4]

## Usos
'Mother' es una manzana para consumo en fresco, también es popular para tartas de manzana.

## Ploidismo
Diploide, auto estéril. Grupo de polinización: D, Día 15.

## Susceptibilidades
- Resistente a la sarna del manzano,
- Susceptible al cancro y al Moho pulvurento, fuego bacteriano, y a la roya del manzano y del enebro.[5][4]